# Combustible de aviación

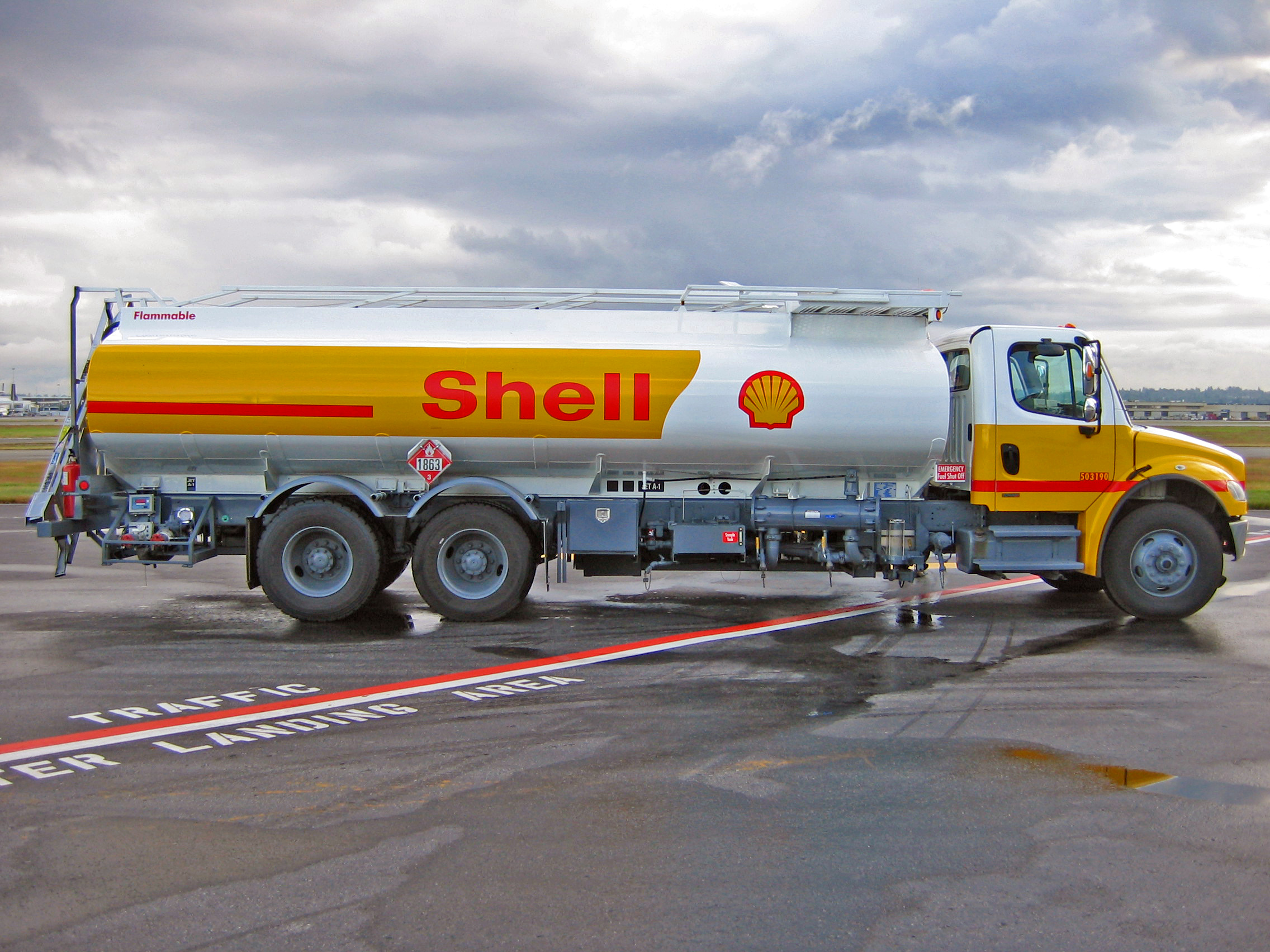
Camión de combustible de aviación

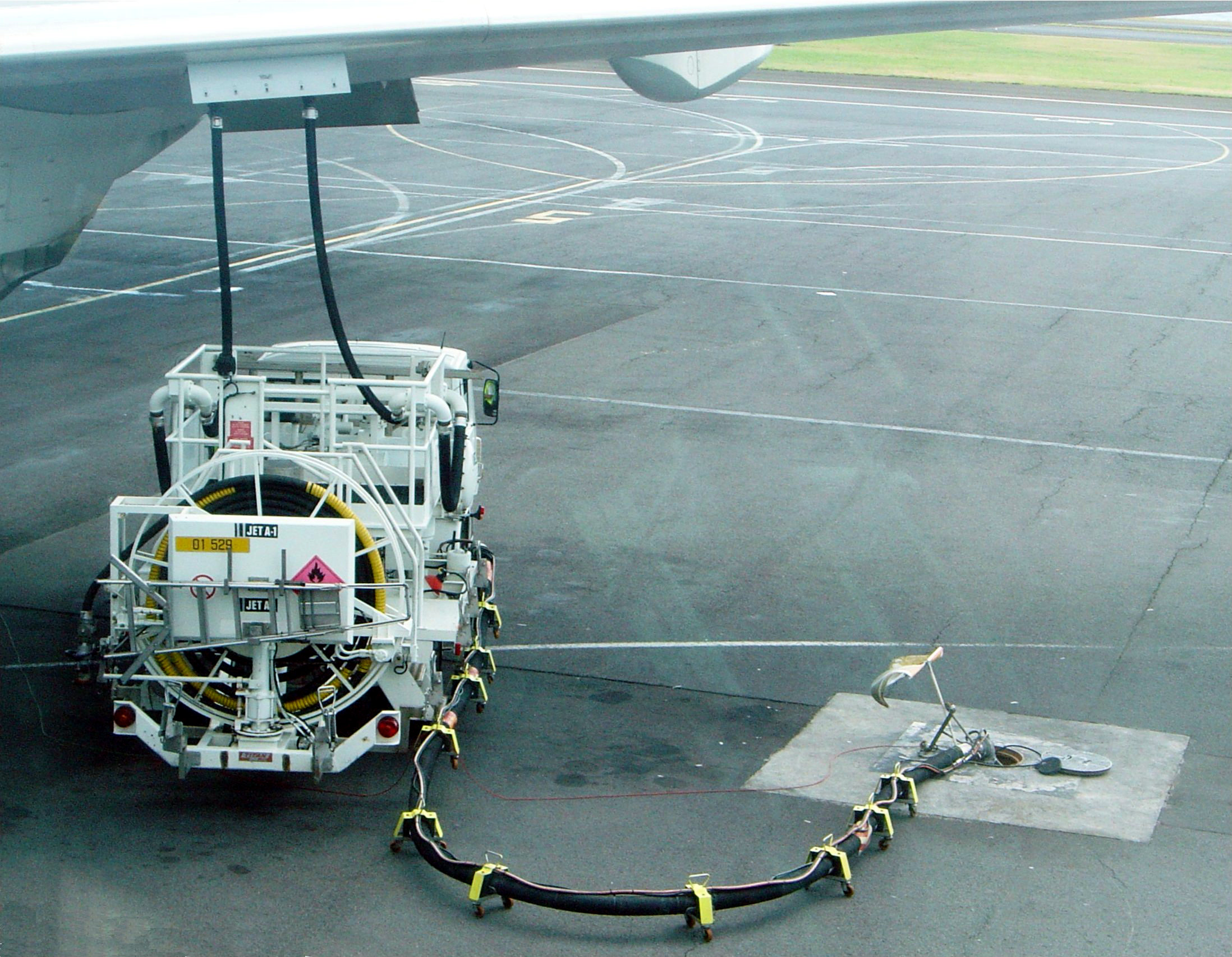
En algunos aeropuertos, las tuberías de combustible subterráneas permiten repostar sin necesidad de camiones cisterna. Los camiones llevan las mangueras y el equipo de bombeo necesarios, pero no el combustible.

Los combustibles de aviación son combustibles a base de petróleo, o mezclas de petróleo y combustibles sintéticos, utilizados para propulsar aeronaves. Tienen requisitos más estrictos que los combustibles utilizados en tierra, como la calefacción y el transporte por carretera, y contienen aditivos para mejorar o mantener propiedades importantes para el rendimiento o el manejo del combustible. En el caso de las aeronaves con turbina de gas, están basados en queroseno (JP-8 y Jet A-1). Las aeronaves con motores de pistón utilizan  gasolina con plomo y las que tienen motores diésel pueden utilizar  combustible para aviones derivados del queroseno. En 2012 todas las aeronaves operadas por la U. S. Air Force habían sido certificados para utilizar una mezcla 50-50 de queroseno y combustible sintético derivado del carbón o del gas natural como forma de estabilizar el coste del combustible.
La energía específica es un criterio importante a la hora de seleccionar el combustible para un avión. La capacidad de almacenamiento de energía mucho mayor de los combustibles de hidrocarburos en comparación con las baterías ha impedido hasta ahora que las  aeronaves eléctricas que utilizan baterías eléctricas como principal almacén de energía de propulsión sean viables incluso para las pequeñas aeronaves personales.
A medida que la aviación se adentra en la era de las energías renovables, las aeronaves propulsadas por hidrógeno podrían entrar en el uso común. Las pilas de combustible de hidrógeno no producen CO2 ni otras emisiones (aparte del agua). Sin embargo, la combustión del hidrógeno produce emisiones de  NO2. El hidrógeno criogénico puede utilizarse como líquido a temperaturas inferiores a 20 K. El hidrógeno gaseoso requiere tanques presurizados a 250-350 bar. Con los materiales disponibles en la década de 2020, la masa de los tanques lo suficientemente fuerte como para soportar este tipo de alta presión superará en gran medida el propio combustible de hidrógeno, anulando en gran medida la ventaja de peso a energía del combustible de hidrógeno sobre los combustibles de hidrocarburos. El hidrógeno tiene una grave desventaja volumétrica con respecto a los combustibles de hidrocarburos, pero los futuros diseños de aviones de fuselaje integrado podrían ser capaces de acomodar este volumen extra sin ampliar en gran medida el área mojada.
Aunque finalmente sea práctico, los plazos de la industria para adoptar el hidrógeno son bastante largos. Las alternativas al combustible de aviación convencional disponibles a corto plazo incluyen el biocombustible de aviación y el combustible creado sintéticamente (también conocido como "e-jet"). Estos combustibles se denominan colectivamente "combustible de aviación sostenible" (SAF).